# Демьяны (Ростовский район)
Демьяны — село Ростовского района Ярославской области, входит в состав сельского поселения Ишня. 

## География
Расположено на берегу реки Ишня в 1,5 км от посёлка Ишня и в 4 км на северо-запад от Ростова. 

## История
Пятиглавый храм села Демьяны построен в 1804 году вместо деревянного. Название село, согласно местной легенде, получило по имени богатыря Демьяна Куденеича, жившего здесь в 12 веке. В Демьянах на рубеже 17-18 веков была летняя резиденция ростовского митрополита Димитрия (Даниил Саввич Туптало) (1651-1709). В 1757 году Димитрий Ростовский был причислен к лику святых.
В конце XIX — начале XX село входило в состав Шулецкой волости Ростовского уезда Ярославской губернии. 
С 1929 года село входило в состав Мятежевского сельсовета Ростовского района, с 1954 года — в составе Шугорского сельсовета,  с 2005 года — в составе сельского поселения Ишня.

## Население
| 1859 | 1914 | 2007 | 2010 |
| ---- | ---- | ---- | ---- |
| 99   | ↗170 | ↘20  | ↘4   |

## Достопримечательности
В селе расположена действующая Церковь Воскресения Христова (1809).